# Morpho albifasciata
Morpho albifasciata är en fjärilsart som beskrevs av Friedrich Wilhelm Niepelt 1926. Morpho albifasciata ingår i släktet Morpho och familjen praktfjärilar. Inga underarter finns listade i Catalogue of Life.